# Работник
Рабо́тник, или сотру́дник — субъект трудового права, физическое лицо, работающее по трудовому договору у работодателя и получающее за это заработную плату.
Правовое положение работника определяется трудовым законодательством, трудовым и коллективным договорами, локальными нормативными актами организации. Работник имеет права и несёт обязанности, установленные трудовым законодательством государства. По отношению к женскому полу применяется слово рабо́тница, или сотру́дница.

## История
В древнем Риме, вообще все служащие за плату, подёнщики, сельские работники, пастухи назывались наёмные работники (mercennarii, μισθωτοί или μισθοφόροι). Наниматься в услужение, отдавать свой физический труд за плату, по воззрению древних римлян, было делом унизительным, и это значило ставить себя в положение раба.
Римское право, не давая нанимателю личной власти над рабочими, за исключением одного их вида, однако, ничем не гарантирует положения наёмщика, все предоставляя соглашению сторон.
В XVII столетии, в России (Руси), по договорам, работник был обязан делать всё, «что хозяева ни заставят», а хозяин выговаривает себе право «смирять работника всяким смирением».

## Права работника

### Россия
В России согласно части 1 статьи 21 Трудового кодекса Российской Федерации работник имеет право на:
- заключение, изменение и расторжение трудового договора в порядке и на условиях, которые установлены трудовым законодательством;
- предоставление работы, обусловленной трудовым договором;
- рабочее место, соответствующее условиям, предусмотренным государственными стандартами организации и безопасности труда;
- своевременную и в полном объёме выплату заработной платы в соответствии со своей квалификацией, сложностью труда, количеством и качеством выполненной работы;
- отдых, обеспечиваемый установлением нормальной продолжительности рабочего времени, сокращённого рабочего времени для отдельных профессий и категорий работников, предоставлением еженедельных выходных дней, нерабочих праздничных дней, оплачиваемых ежегодных отпусков;
- полную достоверную информацию об условиях труда и требованиях охраны труда на рабочем месте;
- профессиональную подготовку, переподготовку и повышение своей квалификации в порядке, установленном федеральными законами;
- объединение, включая право на создание профессиональных союзов и вступление в них для защиты своих трудовых прав, свобод и законных интересов;
- участие в управлении организацией в предусмотренных законодательством формах;
- ведение коллективных переговоров и заключение коллективных договоров и соглашений через своих представителей, а также на информацию о выполнении коллективного договора, соглашений;
- защиту своих трудовых прав, свобод и законных интересов всеми не запрещёнными законом способами;
- разрешение индивидуальных и коллективных трудовых споров, включая право на забастовку, в порядке, установленном законодательством;
- возмещение вреда, причинённого работнику в связи с исполнением им трудовых обязанностей, и компенсацию морального вреда в порядке, установленном законом;
- обязательное социальное страхование в случаях, предусмотренных федеральными законами.

## Обязанности работника

### Россия
В России согласно части 2 статьи 21 Трудового кодекса Российской Федерации работник обязан:
- добросовестно исполнять свои трудовые обязанности, возложенные на него трудовым договором;
- соблюдать правила внутреннего трудового распорядка;
- соблюдать трудовую дисциплину;
- выполнять установленные нормы труда;
- соблюдать требования по охране труда и обеспечению безопасности труда;
- бережно относиться к имуществу работодателя (в том числе к имуществу третьих лиц, находящемуся у работодателя, если работодатель несёт ответственность за сохранность этого имущества) и других работников;
- незамедлительно сообщить работодателю либо непосредственному руководителю о возникновении ситуации, представляющей угрозу жизни и здоровью людей, сохранности имущества работодателя (в том числе имущества третьих лиц, находящегося у работодателя, если работодатель несёт ответственность за сохранность этого имущества).